# 物集女
物集女（もずめ）は、京都府向日市にある地区名、通称地名。歴史的には山城国乙訓郡物集女荘〜物集女村であったが、1889年の市制町村制の施行に際して、近隣町村と合併して向日町（後の向日市）の一部となり、大字のひとつとなった。向日市の市制施行後は、地区名と位置づけられ、公的文書にも「物集女地区」という表現が用いられているが、現在は大字に相当する部分を「物集女町」と表記するようになっているため、「物集女」だけで独立した正式な住所表示に用いられる地名は存在していない。

## 歴史
現在の向日市一帯には、縄文時代から集落が形成されており、古墳時代後期の6世紀には物集女車塚古墳が造営された。
『日本紀略』によれば承和7年5月13日（840年6月16日）淳和天皇の火葬が行われ、その火葬塚がある。
中世には国人勢力として、物集女氏などが勃興したが、物集女氏は、1575年に織田信長の支配下で細川藤孝によって滅ぼされた。物集女氏の居城であった物集女城は、堀や土塁の一部が残された物集女城跡となっている。

## 語源についての説と読み方の変化
「物集女」という地名の語源については、「河内国大鳥郡の百舌鳥（もず）に勢力をもっていた一族が、この地に移り住んだ」といった説明がなされることもある。
「物集女」の読みについては、『和名類聚抄』に「物集」という表記の郷名に添えた読みとして「毛都米」とあり、古くは「物集」と書いて「もづめ」であったとされるが、これが中世以降に「もずめ」に変化したものと考えられている。また、地名について、『太平記』などでは鵙目と表記されることもあった。

## 関連する名称

### 物集女街道
物集女街道は、京都の中心市街地をバイパスして京都盆地の西縁をほぼ南北につなぎ、物集女を経由して山陰街道と西国街道を連絡する街道である。現在では、府道西京高槻線の愛称とされている。

### 物集女駅
現在の阪急電鉄京都本線洛西口駅（2003年3月16日開業）付近には、1946年2月1日に物集女駅が開業したが、1948年3月1日に廃止されている。